# Филипп Савойский (герцог Немурский)
Филипп Савойский (1490, Бурк-ан-Брес — 25 ноября 1533, Марсель) — 1-й герцог Немурский, сын герцога Филиппа II Савойского и Клодины де Бросс. Основатель Немурской ветви Савойского дома.
Филипп должен был стать священнослужителем, получив епископство Женевы в пятилетнем возрасте. Он подал в отставку в 1510 году и стал графом Женевы. Он служил Людовику XII (был с королём в битве при Аньяделло в 1509 году), императору Карлу V в 1520 году и, наконец, племяннику Людовика XII — Франциску I.
В 1528 году Франциск передал ему Немурское герцогство и женил на Шарлотте Орлеанской (1512—1549), дочери Людовика Орлеанского, герцога де Лонгвиль. У них было двое детей:
- Жанна Савойская (1532—1568), супруга герцога Николя де Меркёра; шестеро детей
- Жак Савойский, 2-й герцог Немурский (1531—1585)